# St. Elsewhere
St. Elsewhere ist das Debütalbum des Alternativeduos Gnarls Barkley. Es erschien im Mai 2006 und war, in erster Linie wegen der Single „Crazy“, kommerziell sehr erfolgreich.

## Über das Album
St. Elsewhere entstand zwischen 2003 und 2005. Produziert wurde das Album vollständig von DJ Danger Mouse. Es ist Sample-lastig, jedoch wurden viele Instrumente live eingespielt. Die meisten Songs haben schnelle Beats und sind den Genres Electronica und Hip-Hop zuordenbar, vermischen allerdings auch viele weitere Stile. CeeLo Green singt den Großteil der Lieder, lediglich „Feng Shui“ ist vollständig gerappt. Die von ihm geschriebenen Texte behandeln oftmals negative Emotionen und psychische Störungen wie Paranoia, Schizophrenie und Depressionen, aber auch deren Überwindung. Gelegentlich kontrastieren sie die oft fröhlichen, teils aber auch melancholischen Melodien.
Im November erschien in England, im Dezember im Deutschland eine Special Edition des Albums mit einem 92-seitigen Booklet und einer Bonus-CD. Auf dieser befinden sich die Videos der drei Singles von St. Elsewhere und zusätzlich von „Go-Go Gadget Gospel“ sowie Liveauftritte von Gnarls Barkley, unter anderem bei Top of the Pops.

## Verlauf und Singles
Bereits vor seiner Veröffentlichung bekam St. Elsewhere enorme Aufmerksamkeit durch die Leadsingle „Crazy“, die im April 2006 erschien. Bereits Ende 2005 wurde der Song vom englischen Radiosender BBC Radio 1 entdeckt und bekam ein enormes Airplay. Im April 2006 erreichte „Crazy“, zu dem Zeitpunkt lediglich als Download erhältlich, Platz 1 der UK Top 40, was zuvor noch keiner Single gelang. Sie hielt sich dort neun Wochen auf der Spitzenposition und in unzähligen weiteren Ländern in den Top-3. Gnarls Barkley entschied daraufhin, den Song vom Markt zu nehmen, damit die Hörer ihm nicht überdrüssig würden; zudem wolle man sich auf die zweite Single „Smiley Faces“ konzentrieren. Im April 2008 erreichte der Song die Marke von zwei Millionen Downloads.
„Crazy“ gewann 2006 in der Hauptkategorie Best Song einen MTV Europe Music Award. Ein Jahr darauf erhielt der Song bei den Grammy Awards einen Grammy für die Beste Alternative-Darbietung, zudem war es in der Kategorie Single of the Year nominiert. Das Musikvideo zu „Crazy“, im Stil eines Rorschachtests gedreht, gewann 2006 zwei MTV Video Music Awards und war für einen Europe Music Award nominiert. Von der Rolling Stone wurde „Crazy“ zum besten Song 2006 gewählt. Zudem wurde das Lied von unzähligen Musikern gecovert, darunter Nelly Furtado, The Raconteurs, Bryan Adams, The Kooks und Billy Idol.
Smiley Faces wurde im Juli veröffentlicht, konnte aber nicht an den Erfolg von Crazy anknüpfen. In Irland und England konnte der Song sich immerhin in den Top-10 platzieren. Das dazugehörige Video ist eine Mockumentary über Gnarls Barkley, die in historischen Szenen, ähnlich denen in Zelig oder Forrest Gump, gezeigt werden. Dennis Hopper und Dean Stockwell haben Gastauftritte in dem Video. Es gewann 2007 einen MTV Video Music Award.
Im November erschien als Doppel-A-Seite Who Cares? / Gone Daddy Gone. Zu beiden Songs wurden Videos gedreht, wobei dem von Gone Daddy Gone die größere mediale Aufmerksamkeit zuteilwurde. Das Stück ist eine Coverversion des Songs der Violent Femmes von 1982. Die Single erreichte nur noch Platz 60 der UK Top 40.

## Rezeption
Bei den Grammy Awards 2007 war St. Elsewhere in den Kategorien Album of the Year sowie Best Alternative Music Album nominiert und gewann in letzterer.

### Kritiken
St. Elsewhere wurde überwiegend positiv aufgenommen. Sein Metascore beträgt 81 von 100 Punkten.
Das E-Zine laut.de bewertet das Album mit vier von fünf Punkten. Sein Stil wird als ein „Wahnwitz aus Soul, New-Orleans-Karneval, Elektronik, Gospel, Hip Hop und Freakshow“ beschrieben, gelobt wird besonders der Einfallsreichtum, der auf Danger Mouses gelungene Sample-Wahl und Cee-Los facettenreiche Stimme zurückgeführt wird.

„Brillant produziert schaffen es Gnarls Barkley mit 14 stark variierenden Songs chronische Spannung zu erzeugen. Und das, ohne sie dabei einer bestimmten Richtung zuordnen zu können. Gospeleinlagen bestehen neben harten Beats, entrückte Sounds ergänzen eine samtweiche Soulstimme. Es gibt nicht vielmehr als 37 Minuten Musik auf dieser Platte, die sind jedoch so abwechslungsreich, dass der, der mehr Stoff von Gnarls Barkley will, die Scheibe einfach noch mal durchlaufen lassen sollte. Gerade auch deswegen, weil einige Songs nicht so eingängig wie „Crazy“ sind und sich erst beim zweiten oder dritten Hören erschließen. „St. Elsewhere“ macht deutlich, dass hier zwei absolute Profis am werkeln sind […]“

Der All Music Guide hebt die individuelle Leistung von Danger Mouse und Cee-Lo hervor und vergibt viereinhalb von fünf Punkten an St. Elsewhere.

„With the help of Danger Mouse's platinum ear and intricate vocal productions, Green is revealed as a top-notch post-millennial soul singer. Even when he's floating another mass of wise, serene gibberish, DM simply drops another production trick to keep things tight. […] Although Gnarls Barkley topping the charts was a slight fluke, the excellence of St. Elsewhere could have been seen coming a mile away.“

Weitere Bewertungen:
- Juice: 4,5 von 6 Punkten[9]
- Plattentests.de: 7 von 10 Punkten[10]
- Rolling Stone: 3,5 von 5 Punkten[11]
- Q: 4 von 5 Punkten[12]

In vom E-Zine PopMatters und von der Zeitschrift Entertainment Weekly veröffentlichten Listen der besten Alben 2006 belegte St. Elsewhere den ersten Platz, während es in vergleichbaren Jahresendwertungen der Zeitschriften Spin und Q auf Platz zwei bzw. zehn landete.

## Kommerzieller Erfolg

### Chartplatzierungen

#### Album
| ChartsChartplatzierungen       | Höchstplatzierung | Wochen |
| ------------------------------ | ----------------- | ------ |
| Deutschland (GfK)              | 6 (24 Wo.)        | 24     |
| Österreich (Ö3)                | 2 (19 Wo.)        | 19     |
| Schweiz (IFPI)                 | 2 (26 Wo.)        | 26     |
| Vereinigte Staaten (Billboard) | 4 (47 Wo.)        | 47     |
| Vereinigtes Königreich (OCC)   | 1 (35 Wo.)        | 35     |

| ChartsJahrescharts (2006)      | Platzierung |
| ------------------------------ | ----------- |
| Deutschland (GfK)              | 54          |
| Österreich (Ö3)                | 52          |
| Schweiz (IFPI)                 | 24          |
| Vereinigte Staaten (Billboard) | 48          |
| Vereinigtes Königreich (OCC)   | 31          |

#### Singles
| Jahr | Titel                        | Höchstplatzierung, Gesamtwochen, AuszeichnungChartplatzierungen (Jahr, Titel, , Platzierungen, Wochen, Auszeichnungen, Anmerkungen) | Höchstplatzierung, Gesamtwochen, AuszeichnungChartplatzierungen (Jahr, Titel, , Platzierungen, Wochen, Auszeichnungen, Anmerkungen) | Höchstplatzierung, Gesamtwochen, AuszeichnungChartplatzierungen (Jahr, Titel, , Platzierungen, Wochen, Auszeichnungen, Anmerkungen) | Höchstplatzierung, Gesamtwochen, AuszeichnungChartplatzierungen (Jahr, Titel, , Platzierungen, Wochen, Auszeichnungen, Anmerkungen) | Höchstplatzierung, Gesamtwochen, AuszeichnungChartplatzierungen (Jahr, Titel, , Platzierungen, Wochen, Auszeichnungen, Anmerkungen) | Anmerkungen                            |
| Jahr | Titel                        | DE | AT | CH | UK | US | Anmerkungen                            |
| ---- | ---------------------------- | --- | --- | --- | --- | --- | -------------------------------------- |
| 2006 | Crazy                        | DE3 Platin · (37 Wo.)DE | AT1 Gold · (42 Wo.)AT | CH1 Gold · (61 Wo.)CH | UK1 ×4Vierfachplatin · (18 Wo.)UK                                                                                                   | US2 ×4Platin (Mastertone) + Vierfachplatin · (29 Wo.)US                                                                             | Erstveröffentlichung: 13. März 2006    |
| 2006 | Smiley Faces                 | DE32 (9 Wo.)DE | AT37 (11 Wo.)AT | CH37 (7 Wo.)CH | UK10 (14 Wo.)UK | — | Erstveröffentlichung: 17. Juli 2006    |
| 2006 | Who Cares? / Gone Daddy Gone | DE84 (4 Wo.)DE | — | — | UK60 (1 Wo.)UK | — | Erstveröffentlichung: 6. November 2006 |

### Auszeichnungen für Musikverkäufe
| Land/Region                  | Auszeichnungen für Musikverkäufe (Land/Region, Auszeichnung, Verkäufe) | Verkäufe  |
| ---------------------------- | ---------------------------------------------------------------------- | --------- |
| Australien (ARIA)            | Platin                                                                 | 70.000    |
| Belgien (BRMA)               | Gold                                                                   | (25.000)  |
| Dänemark (IFPI)              | Gold                                                                   | (20.000)  |
| Deutschland (BVMI)           | Gold                                                                   | (100.000) |
| Europa (IFPI)                | Platin                                                                 | 1.000.000 |
| Frankreich (SNEP)            | Gold                                                                   | (75.000)  |
| Irland (IRMA)                | Platin                                                                 | (15.000)  |
| Kanada (MC)                  | Platin                                                                 | 100.000   |
| Neuseeland (RMNZ)            | Platin                                                                 | 15.000    |
| Schweiz (IFPI)               | Platin                                                                 | (30.000)  |
| Vereinigte Staaten (RIAA)    | 2× Platin                                                              | 2.000.000 |
| Vereinigtes Königreich (BPI) | Platin                                                                 | (300.000) |
| Insgesamt                    | 4× Gold · 8× Platin ·                                                  | 3.185.000 |